# Liste des conseillers départementaux de la Manche

Etiquette par cantons 2015

Pour un article plus général, voir Conseil départemental de la Manche.

## Composition du conseil général de laManche(54 sièges)
La décomposition des conseillers est basée sur leur appartenance au groupe d'élus en date de 2015.
| Parti                                          | Sigle | Élus |
| ---------------------------------------------- | ----- | ---- |
| Groupe Majorité départementale (40 sièges)     |       |      |
| Divers droite                                  | DVD   | 31   |
| Les Républicains                               | UMP   | 6    |
| Union des démocrates et indépendants           | UDI   | 3    |
| Groupe Socialistes et républicains (14 sièges) |       |      |
| Parti Socialiste                               | PS    | 10   |
| Divers gauche                                  | DVG   | 4    |
| Président du Conseil Général                   |       |      |
| Marc Lefèvre (Divers droite)                   |       |      |

## Liste des conseillers départementaux de laManche

### Mandature 2015-2021
| Canton                         | Conseillers                 | Parti | Parti |
| ------------------------------ | --------------------------- | ----- | ----- |
| Agon-Coutainville              | Gabriel Daube               | UDI   |       |
| Agon-Coutainville              | Dominique Larsonneur-Morel  | DVD   |       |
| Avranches                      | Catherine Brunaud-Rhyn      | LR    |       |
| Avranches                      | Antoine Delaunay            | LR    |       |
| Bréhal                         | Patricia Lecomte            | DVD   |       |
| Bréhal                         | Alain Navarret              | DVD   |       |
| Bricquebec-en-Cotentin         | Françoise Lerossignol       | DVD   |       |
| Bricquebec-en-Cotentin         | Patrice Pillet              | LR    |       |
| Carentan-les-Marais            | Maryse Le Goff              | DVD   |       |
| Carentan-les-Marais            | Marc Lefèvre                | DVD   |       |
| Cherbourg-en-Cotentin-1        | Frédéric Bastian            | PS    |       |
| Cherbourg-en-Cotentin-1        | Anna Pic                    | PS    |       |
| Cherbourg-en-Cotentin-2        | Karine Duval                | PS    |       |
| Cherbourg-en-Cotentin-2        | Sébastien Fagnen            | PS    |       |
| Cherbourg-en-Cotentin-3        | Marie-Odile Féret           | PS    |       |
| Cherbourg-en-Cotentin-3        | Franck Tison                | PS    |       |
| Cherbourg-en-Cotentin-4        | Dominique Hébert            | PS    |       |
| Cherbourg-en-Cotentin-4        | Odile Lefaix-Véron          | PS    |       |
| Cherbourg-en-Cotentin-5        | Madeleine Dubost            | PS    |       |
| Cherbourg-en-Cotentin-5        | Gilles Lelong               | PS    |       |
| Condé-sur-Vire                 | Michel Ganne de Beaucoudrey | DVD   |       |
| Condé-sur-Vire                 | Marie-Pierre Fauvel         | DVD   |       |
| Coutances                      | Jean-Dominique Bourdin      | UDI   |       |
| Coutances                      | Anne Harel                  | DVD   |       |
| Créances                       | Chantal Barjol              | DVD   |       |
| Créances                       | Jean Morin                  | DLF   |       |
| Granville                      | Sylvie Gâté                 | DVD   |       |
| Granville                      | Jean-Marc Julienne          | UDI   |       |
| La Hague                       | Yveline Druez               | DVG   |       |
| La Hague                       | Jean-Paul Fortin            | DVG   |       |
| Isigny-le-Buat                 | Marie-Hélène Fillâtre       | DVD   |       |
| Isigny-le-Buat                 | Bernard Tréhet              | DVD   |       |
| Mortainais                     | Serge Deslandes             | LR    |       |
| Mortainais                     | Valérie Normand             | DVD   |       |
| Les Pieux                      | Frédérique Boury            | DVG   |       |
| Les Pieux                      | François Rousseau           | DVG   |       |
| Pont-Hébert                    | Jean-Claude Braud           | DVD   |       |
| Pont-Hébert                    | Nicole Godard               | DVD   |       |
| Pontorson                      | André Denot                 | DVD   |       |
| Pontorson                      | Valérie Nouvel              | DVD   |       |
| Quettreville-sur-Sienne        | Jean-Claude Heurtaux        | DVD   |       |
| Quettreville-sur-Sienne        | Maryse Hédouin              | DVD   |       |
| Saint-Hilaire-du-Harcouët      | Jacky Bouvet                | DVD   |       |
| Saint-Hilaire-du-Harcouët      | Carine Mahieu               | LR    |       |
| Saint-Lô-1                     | François Brière             | DVD   |       |
| Saint-Lô-1                     | Adèle Hommet-Lelièvre       | DVD   |       |
| Saint-Lô-2                     | Brigitte Boisgerault        | DVD   |       |
| Saint-Lô-2                     | Mathieu Johann-Lepresle     | DVD   |       |
| Valognes                       | Christèle Castelein         | DVD   |       |
| Valognes                       | Jacques Coquelin            | DVD   |       |
| Val-de-Saire                   | Christine Lebacheley        | DVD   |       |
| Val-de-Saire                   | Jean Lepetit                | DVD   |       |
| Villedieu-les-Poêles-Rouffigny | Philippe Bas                | LR    |       |
| Villedieu-les-Poêles-Rouffigny | Martine Lemoine             | DVD   |       |

### Mandature 2011-2015
| Canton                              | Circ | Conseiller général           | Parti | Série |
| ----------------------------------- | ---- | ---------------------------- | ----- | ----- |
| Arrondissement d'Avranches          |      |                              |       |       |
| Canton d'Avranches                  | 2    | Jean Andro                   | DVD   | 2008  |
| Canton de Barenton                  | 2    | Hubert Guesdon               | UMP   | 2008  |
| Canton de Brécey                    | 2    | Bernard Trehet               | UMP   | 2008  |
| Canton de Ducey                     | 2    | Henri-Jacques Dewitte        | DVD   | 2011  |
| Canton de Granville                 | 3    | Jean-Marc Julienne           | UDI   | 2008  |
| Canton de La Haye-Pesnel            | 2    | Gérard Dieudonné             | PS    | 2008  |
| Canton d'Isigny-le-Buat             | 2    | Louis Desloges               | DVD   | 2011  |
| Canton de Juvigny-le-Tertre         | 2    | Marie-Hélène Fillâtre        | DVG   | 2011  |
| Canton de Mortain                   | 2    | Serge Deslandes              | UMP   | 2008  |
| Canton de Pontorson                 | 2    | Jacques Gromellon            | UMP   | 2011  |
| Canton de Saint-Hilaire-du-Harcouët | 2    | Jacky Bouvet                 | DVD   | 2008  |
| Canton de Saint-James               | 2    | Paul Delauney                | DVG   | 2011  |
| Canton de Saint-Pois                | 2    | Philippe Bas                 | UMP   | 2008  |
| Canton de Sartilly                  | 2    | Jacques Thouvenot            | DVD   | 2008  |
| Canton de Sourdeval                 | 2    | Francine Fourmentin          | PS    | 2011  |
| Canton du Teilleul                  | 2    | François Davoust             | DVG   | 2011  |
| Arrondissement de Cherbourg         |      |                              |       |       |
| Canton de Barneville-Carteret       | 4    | Dieudonné Renaux             | DVG   | 2011  |
| Canton de Beaumont-Hague            | 4    | Michel Laurent               | DVD   | 2011  |
| Canton de Bricquebec                | 4    | Patrice Pillet               | UMP   | 2011  |
| Canton de Cherbourg-Nord-Ouest      | 5    | Jean-Michel Houllegatte      | PS    | 2008  |
| Canton de Cherbourg-Sud-Est         | 5    | Michel Louiset               | PS    | 2011  |
| Canton de Cherbourg-Sud-Ouest       | 5    | Michel Lerenard              | PS    | 2008  |
| Canton d'Équeurdreville-Hainneville | 5    | Pierre Bihet                 | PS    | 2011  |
| Canton de Montebourg                | 4    | Rolande Brécy                | DVD   | 2008  |
| Canton des Pieux                    | 4    | François Rousseau            | DVG   | 2008  |
| Canton de Quettehou                 | 4    | Jean Lepetit                 | DVD   | 2008  |
| Canton de Sainte-Mère-Église        | 4    | Marc Lefèvre                 | DVD   | 2011  |
| Canton de Saint-Pierre-Église       | 5    | Christine Lebacheley         | UMP   | 2011  |
| Canton de Saint-Sauveur-le-Vicomte  | 4    | Philippe Ripouteau           | DVD   | 2008  |
| Canton de Tourlaville               | 5    | André Rouxel                 | PS    | 2008  |
| Canton de Valognes                  | 4    | Yves Neel                    | PS    | 2011  |
| Arrondissement de Coutances         |      |                              |       |       |
| Canton de Bréhal                    | 3    | Jean-Marie Remoue            | UMP   | 2011  |
| Canton de Cerisy-la-Salle           | 3    | Claude Halbecq               | DVD   | 2008  |
| Canton de Coutances                 | 3    | Claude Périer                | PS    | 2011  |
| Canton de Gavray                    | 3    | Guy Nicolle                  | UDI   | 2008  |
| Canton de La Haye-du-Puits          | 4    | Jean Morin                   | DLR   | 2011  |
| Canton de Lessay                    | 3    | Jean-François Le Grand       | UMP   | 2008  |
| Canton de Montmartin-sur-Mer        | 3    | Olivier Beck                 | MD/O  | 2008  |
| Canton de Périers                   | 3    | Hubert Lenormand             | DVD   | 2011  |
| Canton de Saint-Malo-de-la-Lande    | 3    | Erick Beaufils               | UMP   | 2011  |
| Canton de Saint-Sauveur-Lendelin    | 3    | Gérard Coulon                | DVD   | 2008  |
| Arrondissement de Saint-Lô          |      |                              |       |       |
| Canton de Canisy                    | 1    | Étienne Viard                | DVD   | 2008  |
| Canton de Carentan                  | 1    | Hervé Houel                  | PS    | 2011  |
| Canton de Marigny                   | 1    | Gilles Quinquenel            | DVD   | 2008  |
| Canton de Percy                     | 1    | Marcel Bourdon               | DVD   | 2011  |
| Canton de Saint-Clair-sur-l'Elle    | 1    | Jean-Claude Braud            | UDI   | 2008  |
| Canton de Saint-Jean-de-Daye        | 1    | Lucien Boem                  | PS    | 2011  |
| Canton de Saint-Lô-Est              | 1    | Christine Le Coz             | PS    | 2008  |
| Canton de Saint-Lô-Ouest            | 1    | François Brière              | DVD   | 2011  |
| Canton de Tessy-sur-Vire            | 1    | Gilles Beaufils              | DVD   | 2008  |
| Canton de Torigni-sur-Vire          | 1    | Marie-Pierre Fauvel-Beaufils | DVD   | 2011  |
| Canton de Villedieu-les-Poêles      | 1    | Jean-Yves Guillou            | DVD   | 2011  |

## Anciens conseillers généraux
À trier par mandats et circonscriptions
- Hippolyte Abraham-Dubois ;
- Michel Jacques François Achard ;
- Pierre Aguiton ;
- Auguste-François Angot ;
- Jacques-Pierre Avril ;
- Jean-Pierre Baillod ;
- Émile Boissel-Dombreval ;
- Yves Bonnet ;
- Maurice Cabart-Danneville ;
- Joseph Cachin ;
- Charles François Louis Caillemer ;
- Bernard Cazeneuve ;
- Henri Cornat ;
- Alain Cousin ;
- Lucien Dior ;
- Georges Fatôme ;
- Étienne Fauvel ;
- Claude Gatignol ;
- Charles de Gerville ;
- Jean-Pierre Godefroy ;
- Pierre Godefroy ;
- Léonor-Joseph Havin ;
- Guénhaël Huet ;
- Léon Jozeau-Marigné ;
- Bernard Quénault de La Groudière ;
- Gabriel-Joseph Laumondais ;
- Jean Le Marois ;
- Jean Polydore Le Marois ;
- Jules Polydore Le Marois ;
- Albert Le Moigne ;
- Urbain Le Verrier ;
- Joseph Lecacheux ;
- Olivier Le Clerc de Juigné ;
- Jean Lemière ;
- Jean-Claude Lemoine ;
- Fernand Le Rachinel ;
- Emmanuel Liais ;
- Octave Lucas ;
- Hippolyte Mars ;
- Jacques Félix Meslin ;
- Théodose du Moncel ;
- Nicolas Noël-Agnès ;
- Pierre Louis Pinel ;
- René Schmitt ;
- Édouard Tirel de la Martinière ;
- Alexis de Tocqueville ;
- Hippolyte Clérel de Tocqueville ;
- René Travert ;